# Konstantin Jakowlewitsch Bulgakow

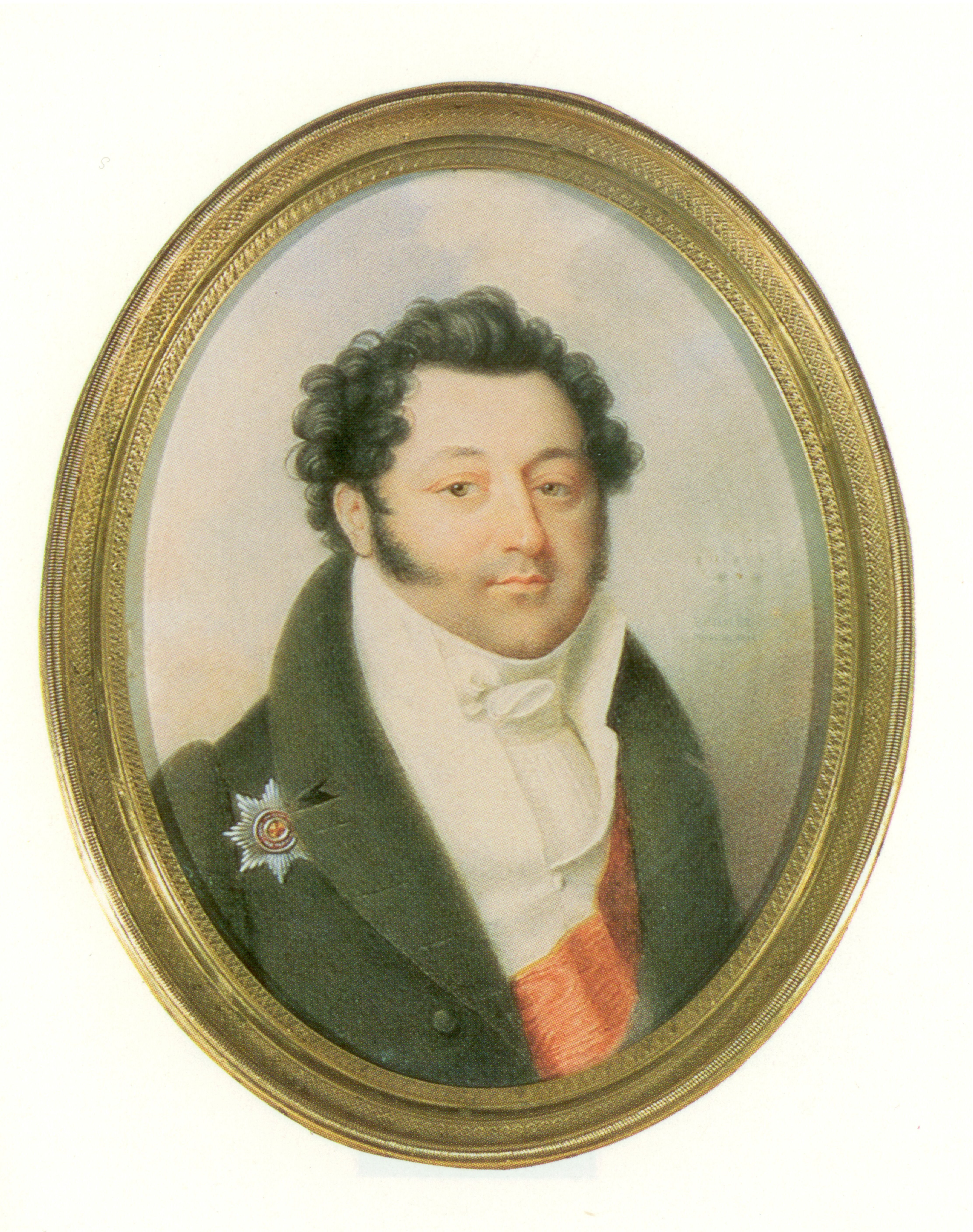
Konstantin Jakowlewitsch Bulgakow (Jean Henri Benner, 1818, Eremitage (Sankt Petersburg))

Konstantin Jakowlewitsch Bulgakow (russisch Константин Яковлевич Булгаков; * 31. Dezember 1782jul. / 11. Januar 1783greg. in Konstantinopel; † 10. Novemberjul. / 22. November 1835greg. in St. Petersburg) war ein russischer Diplomat und Postdirektor.

## Leben
Konstantin Jakowlewitsch war der außereheliche Sohn des Diplomaten und russischen außerordentlichen Gesandten in Konstantinopel Jakow Iwanowitsch Bulgakow und der Französin Jekaterina Ember. 1790 erhielt Konstantin Jakowlewitsch zusammen mit seinem älteren Bruder Alexander den Familiennamen Bulgakow und das Wappen der Bulgakows. Konstantin Bulgakow besuchte die deutsche Petrischule in St. Petersburg.
Für den Zivildienst wurde Konstantin Bulgakow bereits 1789 angemeldet, so dass er 1797 als Junker in das Moskauer Archiv des Kollegiums für Auswärtige Angelegenheiten eintrat. 1802 wurde er an die russische Botschaft in Wien abgeordnet. Dort erwarb er sich die Gunst des Fürsten Alexander Kurakin und des Grafen Andrei Rasumowski, die ihm Geheimangelegenheiten anvertrauten. 1807 begleitete er Pozzo di Borgo auf dessen Reise ins Osmanische Reich. 1810–1812 leitete er im Russisch-Türkischen Krieg die diplomatische Kanzlei der Oberkommandierenden der Moldau-Armee Graf Nikolai Kamenski und Fürst Michail Kutusow. Im Auftrage Admirals Pawel Tschitschagow erreichte Bulgakow in Konstantinopel die Ratifikation des Bukarester Friedensvertrages durch den osmanischen Sultan. 1812 verlobte Bulgakow sich mit Maria Varlam (1796–1879), Tochter des walachischen Vestiarios Konstantin Varlam und der Fürstin Euphrosyne Ghica.
1813 leitete Bulgakow das Gouvernement Grodno und war dann bei Fürst Pjotr Wolkonski und Graf Karl Robert von Nesselrode. Am Tage des Einmarsches der russischen Truppen nach Paris befand sich Bulgakow bei Alexander I. zur Bearbeitung der vielen Gesuche und ging dann mit ihm nach London. Anschließend begleitete er Graf Nesselrode nach Wien zum Wiener Kongress.
Bulgakow heiratete während eines kurzen Heimataufenthaltes 1814 Maria Varlam, deren Familie nach Moskau übergesiedelt war. 1816 wurde er von seinem Posten als Botschafter in Dänemark auf seinen Wunsch abberufen und zum Postdirektor in Moskau ernannt. Er kümmerte sich um die Bedürfnisse der Postbeamten, die ihn sehr schätzten. 1819 wurde er Postdirektor in St. Petersburg und wurde 1826 zum Geheimrat ernannt (III. Rangklasse). Er verbesserte den Postdienst, beschleunigte den Brieftransport, verminderte die Gebühren, führte Postkutschen ein und richtete eine Stadtpost ein. Mit Preußen und weiteren Ländern schloss er Postkonventionen ab. Die Kaiser Alexander I. und Nikolaus I. wie auch die Kaiserinnen Maria Fjodorowna und Alexandra Fjodorowna drückten ihr Wohlwollen aus.
1831 wurde Bulgakow Direktor des Post-Departements. 1832 richtete er einen Schiffsdienst zwischen St. Petersburg und Lübeck ein. 1832 wurde Maria Bulgakowa in den Orden der Heiligen Katharina aufgenommen. Im September 1835 erlitt Buldakow einen Schlaganfall. Fürst Alexander Golizyn berichtete dem Kaiser, dass die Ärzte Bulgakow drei Pfund Blut abließen und Lema-Blattkäfer ansetzten. Der zweite Schlaganfall im Oktober führte zum Tode. Bulgakow wurde in der Heilig-Geist-Kirche des St. Petersburger Alexander-Newski-Klosters begraben. Er hinterließ seine Frau, einen Sohn und vier Töchter.

## Ehrungen
- Orden des Heiligen Wladimir II. Klasse (1821)
- Kaiserlich-Königlicher Orden vom Weißen Adler (1832)
- Ehrenmitglied der Russischen Akademie der Wissenschaften (1832)[4]